# 한국낚시채널
한국낚시채널(FTV)는 대한민국 NO.1 낚시전문채널로 '낚시인의 꿈과 희망'이라는 슬로건으로 2002년 개국하여 하루 24시간 방송을 송출하고 있다.